# Ascidieria palawanensis
Ascidieria palawanensis là một loài thực vật có hoa trong họ Lan. Loài này được (Ames) W.Suarez & Cootes mô tả khoa học đầu tiên năm 2009.